# Processo di fusione del neon
Il processo di fusione del neon è un insieme di reazioni di fusione nucleare basate sul Neon che avvengono in stelle massicce (almeno 8 MSole). La fusione del Neon richiede alta temperatura e alta densità (circa 1,2×109 K e 4×109 kg/m³). 
A temperature così alte la fotodisintegrazione è importante e, così, alcuni nuclei di Neon si decompongono rilasciando particelle alfa secondo la reazione:
20Ne + γ → 16O + 4He
Queste particelle alfa possono essere riutilizzate per produrre magnesio-24:
20Ne + 4He → 24Mg + γ
In alternativa:
20Ne + n → 21Ne + γ
21Ne + 4He → 24Mg + n
dove il neutrone prodotto nel secondo passo può essere riutilizzato nel primo.
La fusione del Neon avviene dopo che il processo di fusione del carbonio ha consumato tutto il carbonio nel nucleo creando un nuovo nucleo di Ossigeno-Neon-Magnesio. Il nucleo si raffredda e la forza di gravità prende il sopravvento comprimendolo ed aumentandone la densità e la temperatura finché non si raggiunge il punto di accensione della fusione del Neon.
Durante la fusione del Neon, l'Ossigeno e il Magnesio si accumulano nel nucleo. Quando, dopo pochi anni, la stella ha esaurito il Neon, il nucleo si raffredda nuovamente dando inizio ad una nuova fase di compressione gravitazionale che incrementa la densità e la temperatura finché non inizia il processo di fusione dell'ossigeno.